# Komórka progenitorowa megakariocytów i erytrocytów
Komórka progenitorowa megakariocytów i erytrocytów (ang. megakaryocyte/erythrocyte progenitor, MEP) – komórka macierzysta prekursorowa zawarta w szpiku kostnym, potomna wspólnej komórki progenitorowej linii granulocytarnej i mieloidalnej, daje początek megakariocytom i erytrocytom.
Chociaż wiele badań wykazało, że komórki erytroidalne mają wspólnego prekursora z megakariocytami podczas ostatecznej hematopoezy i że megakariocyty można wytwarzać z tkanki woreczka żółtkowego, związek między tymi dwoma typami komórek podczas prymitywnego rozwoju krwi pozostaje niejasny.